# Rio Shitalakshya
O rio Shitalakshya (bengali: শীতলক্ষ্যা নদী pronunciado: Shitalokkha Nodi) é um rio em Bangladesh com cerca de 110 km de extensão. Ele flui na direção sudoeste e depois a leste da cidade de Narayanganj, no centro do país, até se juntar com o rio Dhaleswari perto da cidade de Kalagachhiya. Tem como porção mais larga, perto da cidade de Narayanganj, com 300 metros de largura.